# Momotarou: Umi no Shinpei
Momotarou: Umi no Shinpei (яп. 桃太郎 海の神兵 Момотаро: Уми но симпэй, «Божественные моряки Момотаро») — один из первых полнометражных японских анимационных фильмов (по другим источникам — первый). Это приключенческое аниме было снято режиссёром Мицуё Сэо во время Второй мировой войны с пропагандистскими целями по заказу Министерства флота Японии. Рисовка мультфильма была во многом вдохновлена стилем анимации студии Disney, в особенности мультфильмом Fantasia 1940 года. Сюжет повествует о героических операциях японских морских пехотинцев по освобождению Индонезии и Малайзии от американцев. Momotarou: Umi no Shinpei является сиквелом другого аниме Мицуё Сэо — Momotarou no Umiwashi 1943 года. Продюсировал его Тадахито Мотинага. Аниме, сделанное на студии Shochiku в 1944 году, вышло на экраны 12 апреля 1945 года. В мультфильме присутствуют музыкальные сцены, например, в одном из моментов японские моряки учат местных жителей говорить с помощью «Песни АИУЭО» (яп. アイウエオの歌 АИУЭО но ута).
Долгое время Momotarou: Umi no Shinpei считался утерянным в период оккупации Японии, однако в 1983 году компания Shochiku обнаружила его копию. Мультфильм был показан и перевыпущен на VHS в 1984 году.

## Сюжет

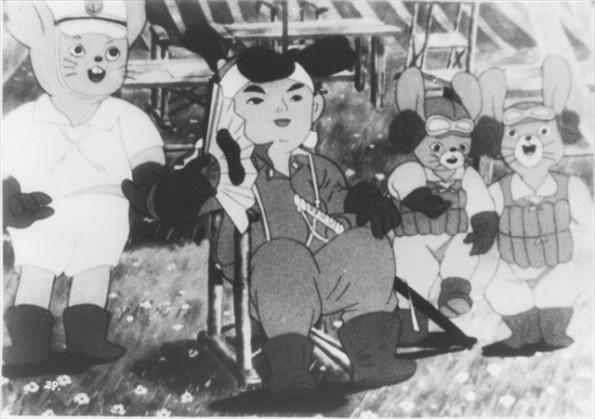
Один из кадров мультфильма, на котором изображен Момотаро.

Персонажи повествования: Медвежонок, Обезьяна, Фазан и Пес идут в деревню и прощаются со своими семьями. Пока они заняты, младший брат Обезьяны - Санта, падает в реку, преследуя шляпу моряка принадлежащую его старшему брату, и его уносит к водопаду. Собака и Обезьяна собираются спасти Санту прямо перед тем, как его унесет вниз по течению. Им это удается. Обезьяна со своим младшим братом наслаждаются пейзажами горы Фудзи. Обезьяна наблюдает за одуванчиками. Одуванчики, плавно плывущие вниз, напоминают ему парашютистов, спускающихся с неба. Санта бегает в поле, гоняясь за шапкой на ветру. Далее показан остров, на котором лесные животные вырубают лес и строят военную базу, во время этого напевая песню о силе и сплоченности, восхваляя японских солдат. Японские самолеты приземляются на взлетно-посадочной полосе. Появляется Момотаро, с виду ребенок изображенный генералом. Животные-жители острова радостно приветствуют его, солдаты маршируют и водружают флаг японской армии, раздают пищу. Щенок, Медвежонок и Обезьяна обучают местных зверей японскому языку под песню (アイウエオ). Звери в это время стирают одежду и готовят еду. Затем войска подготавливают артиллерию и боеприпасы для сражения. Обезьяна получает письмо от младшего брата Санты, в котором он написал, что ждет его возвращения домой и очень скучает.
После этого следует повествование о том, как остров Целебес был захвачен Голландской Ост-Индской компанией. Японцы планируют вторгнуться на него. Десантники устраивают засаду на колонну бронемашин и поспешно вторгаются в британский форт, заставляя неподготовленных британских военных-людей паниковать и бежать. Затем показано, как Момотаро, Обезьяна и Щенок ведут переговоры с тремя напуганными британскими солдатами. После непродолжительного спора, британцы соглашаются передать Целебес и прилегающие острова под власть Японии. 
В кратком эпилоге Санта и другие дети играют в десантников и прыгают на меловой контур континентальной Америки. Таким образом, изображая Соединенные Штаты целью своего поколения.